# Michael Fuchs
Pour les articles homonymes, voir Fuchs.
Michael Fuchs est un entrepreneur et homme politique allemand né le 6 février 1949 à Coblence et mort le 25 décembre 2022.
Membre de la CDU, il est élu au Bundestag en 2002, puis réélu en septembre 2005 et 2009. À partir de novembre 2009, il est vice-président du groupe parlementaire de la coalition CDU/CSU.
Il est, à partir de 2001, président du groupe allemand au sein de la Commission trilatérale, et a été élu vice-président du groupe Européen en 2010.

## Biographie
Bachelier en 1967, Fuchs étudie la pharmacie à Erlangen puis à Bonn. Il obtient son diplôme d'état de pharmacien en 1973 et soutient sa thèse de doctorat (« Recherches sur la Pregnandiol, glucuronosyltransférase du foie des rats : multiplicité et concentration en fonction de l'âge ») à l'université de Bonn en 1976. Il sert dans la Bundeswehr en 1978 et est affecté en 1979 dans la réserve comme officier-pharmacien.

### Carrière
En 1977, il ouvre une pharmacie avec sa femme à Coblence. En 1980, il fonde une société, Impex Electronics, et ouvre une succursale en 1984 à Hongkong : Impex S.E.L. Impex fusionnera en 1999 avec la société néerlandaise Mid-Ocean. Fuchs est l'actionnaire majoritaire de Fuchs Holding GmbH, Fuchs Immobilienverwaltungs GmbH & Co. KG et de Grundstücksverwaltung GmbH à Coblence.
Fuchs devient en 1986 président de la Chambre rhénane des Employeurs du Commerce de gros et de la chambre régionale des Grossistes et Exportateurs de Rhénanie-Palatinat. En 1987, il est élu président de la Chambre des Jeunes Entrepreneurs et rejoint en 1992 le directoire de l'Association Fédérale des Employeurs allemands. De 1992 à 2001, Fuchs exerce la charge de Président des Grossistes et Exportateurs Allemands, dont il conservera par la suite une présidence d'honneur. De 1999 à 2001, il est le président-fondateur de l'Union des chambres de commerce allemandes. Michael Fuchs était membre de Ligue des patrons catholiques d'Allemagne.